# Камсоба, Элвис
Элвис Камсоба (рунди и англ. Elvis Kamsoba; родился 27 июня 1996, Бурунди) — австралийско-бурундийский футболист, полузащитник. Игрок сборной Бурунди.

## Клубная карьера
Родился в Бурунди, с четырёх лет жил с родителями в лагере беженцев Танзании, в 2008 году переехал на жительство в Аделаиду. В октябре 2016 года «Мельбурн Найтс» объявил о подписании Элвиса Камсобы на сезон Виктории NPL 2017 года. За первый год Камсоба забил шесть голов за «рыцарей», а его команда едва избежала вылета, победив «Данденонг Сити» в плей-офф.
Камсоба привлёк внимание всей Австралии после блестящей кампании на Кубке ФФА 2018 года за команду «Авондэйл». Клуб дошёл до четвертьфинала, лучший результата в истории клуба, проиграв действующему чемпиону — «Сиднею». В результате его впечатляющих выступлений с «Авондейлом» Камсоба был награждён медалью Майка Кокерилла, вручаемую лучшему игроку на Кубке ФФА.

## Международная карьера
Элвис имел право представлять как Бурунди, так и Австралию. 24 марта 2019 года он подтвердил, что отклонил вызов в сборную Бурунди. Два месяца спустя он передумал и принял вызов представлять Бурунди на Кубке африканских наций 2019 года. 17 июня 2019 года он дебютировал за сборную Бурунди в товарищеском матче против Туниса, выйдя в стартовом составе.